# Бай Хун
Бай Хун (кит. упр. 白虹, пиньинь Bái Hóng, буквально: «белая радуга»; настоящее имя — Бай Личжу, 24 февраля 1920 — 28 мая 1992) — китайская актриса и певица. Она получила известность в 1940-х годах, как одна из семи великих певиц.

## Биография
В возрасте 12 лет, Бай была принята в ансамбль Минъюэ. Она использовала сценический псевдоним Бай Хун (кит. 白虹), что переводится как «белая радуга». Она также была известна как одна из «трёх пекинских Бай» (кит. 北平三白) совместно с Бай Гуан и Бай Ян.
Музыкальная карьера Бай началась, когда ей было 13 лет. В своём первом фильме она снялась в 15 лет. В 1930-х годах она уже была популярной исполнительницей. В 1934 году Бай участвовала в конкурс вокалистов в Шанхае, где она получила более 200 голосов. В 1936 году она совершила поездку по юго-восточной Азии с ансамблем Минъюэ. Спустя год, Бай присоединилась к труппе Цинняо (кит. 青鳥劇團).
В 1930 году Бай была признана одной из трёх великих певиц жанра Mandopop совместно с Чжоу Сюань и Гун Цюся.
Её карьера достигла своего пика в 1940-х годах, когда музыкальный стиль исполняемых песен сменился на джаз в быстром темпе. Некоторые из её песен, принесшие ей известность, включают «Пьянящая губная помада» (恼人的秋雨), «Любовь и золото» (爱情与黄金) и «Цветы не цветут без дождя» (雨不洒花花不红). Она была также известна своей песней в стиле танго, «Он подобен весеннему ветру» (郎是春日风).
Она была замужем за композитором Ли Цзиньгуаном, но развелась с ним в 1950 году, осталась в Китае после 1949 года и продолжала сниматься в фильмах. Она также выступала в Пекинском театре. Во время Культурной революции, из-за своего прошлого она подвергалась преследованиям и насилию. Бай официально закончила карьеру в 1979 году.
Бай умерла в Пекине 28 мая 1992 года.

## Фильмография
| Год  | Русское название                 | Китайское название (упр.) | Китайское название (трад.) | Международное название         | Роль | Релиз |
| ---- | -------------------------------- | ------------------------- | -------------------------- | ------------------------------ | ---- | ----- |
| 1940 |                                  | 潇湘夜雨                  | 潇湘夜雨                   |                                |      | —     |
| 1941 |                                  | 孤岛春秋                  | 孤岛春秋                   |                                |      | —     |
| 1941 | Фига                             | 无花果                    | 无花果                     | Fig                            |      | —     |
| 1941 |                                  | 玉碎珠圆                  | 玉碎珠圆                   |                                |      | —     |
| 1944 | Сон в Красном тереме             | 红楼梦                    | 紅樓夢                     | Dream of the Red Mansions      |      | —     |
| 1948 | Разрушенная мечта                | 红楼残梦                  | 紅樓殘夢                   | The Broken Dream               |      | —     |
| 1949 | Прекрасная леди в голубой лагуне | 蓝湖碧玉                  | 藍湖碧玉                   | A Fair Lady by the Blue Lagoon |      | —     |